# Yangmulinzi (sockenhuvudort i Kina, Jilin Sheng, lat 42,90, long 130,50)
Yangmulinzi är en sockenhuvudort i Kina. Den ligger i provinsen Jilin, i den nordöstra delen av landet, omkring 440 kilometer öster om provinshuvudstaden Changchun. Antalet invånare är 4 129. Befolkningen består av 1 789 kvinnor och 2 340 män. Barn under 15 år utgör 7,0 %, vuxna 15-64 år 84 %, och äldre över 65 år 8,0 %.
Runt Yangmulinzi är det ganska glesbefolkat, med 30 invånare per kvadratkilometer. Närmaste större samhälle är Hunchun, 11,9 km väster om Yangmulinzi. Omgivningarna runt Yangmulinzi är en mosaik av jordbruksmark och naturlig växtlighet.
Genomsnittlig årsnederbörd är 1 002 millimeter. Den regnigaste månaden är juli, med i genomsnitt 207 mm nederbörd, och den torraste är januari, med 8 mm nederbörd.